# Kercseliget, Somogy
Kercseliget  este un sat în districtul Kaposvár, județul Somogy, Ungaria, având o populație de 433 de locuitori (2011). 

## Demografie
Componența etnică a satului Kercseliget
     Maghiari (85,47%)
     Romi (13,08%)
     Germani (1,45%)
Componența confesională a satului Kercseliget
     Reformați (9,47%)
     Atei (8,08%)
     Fără religie (7,62%)
     Luterani (1,39%)
     Necunoscută (73,44%)
Conform recensământului din 2011, satul Kercseliget avea 433 de locuitori. Din punct de vedere etnic, majoritatea locuitorilor (85,47%) erau maghiari, existând și minorități de romi (13,08%) și germani (1,45%). Nu există o religie majoritară, locuitorii fiind reformați (9,47%), atei (8,08%), persoane fără religie (7,62%) și luterani (1,39%). Pentru 73,44% din locuitori nu este cunoscută apartenența confesională.